# Elaphoglossum terrestre
Elaphoglossum terrestre är en träjonväxtart som beskrevs av A. Rojas. Elaphoglossum terrestre ingår i släktet Elaphoglossum och familjen Dryopteridaceae. Inga underarter finns listade.